# DCF77
DCF77 er en tidsstandard med en sender, der udsender et simpelt opbygget radiosignal, som indeholder et tidssignal (dato og klokkeslæt) samt nogle logiske informationer som sommertid (DST), varsling af sommertid og skudsekunder.
Navnet DCF77 er senderens kendingsssignal, der er opbygget af D = Deutschland (Hjemland) , C = Angiver en Langbølgesender, F = Frankfurt (Hjemby) og 77 er sendefrekvensen i kHz. Senderens kendingssignal udsendes 3 gange i timen. (se mere under protokolbeskrivelse)
DCF77 er drevet af Physikalisch-Technische Bundesanstalt. (PTB)
DCF77-senderen er placeret i Mainflingen (de), 25 km sydøst for Frankfurt am Main i Tyskland (50.01°N 9:00°E)
Sendefrekvensen er 77,5 kHz.
Der sendes med 50 kW og den kan modtages i en afstand af op til 2000 km. Dette giver en udbredning så det meste af Europa er dækket, men selv i Danmark, der ligger inden for 1000 km afstand afhænger modtagelsen af lokale forhold.
Så længe man benytter samme lokaltid som Tyskland er udnyttelsen af signalet problemfrit, men hvis man befinder sig i en anden tidszone eller hvis man skal bruge en anden indstilling af sommertid må man bruge et ur, som kan foretage en korrigering.

## Teknikken bag
DCF77 består grundlæggende af tre dele.
- Et atomur der giver den præcise tidsregning.
- En computer der tæller tiden op og håndterer logikken omkring datoer, sommertid, m.v., samt styrer indkodningen af signalet.
- En radiosender der udsender signalet

Tidskoden sendes som tone-signaler/pulser hvert sekund over et fuldt minut. Tonens varighed giver bitværdien, hvor 0,1 Sekunds varighed er lig med 0 og 0,2 sekunds varighed er lig med 1. Tidskoden der sendes er den er gældende ved næste minutindikering. Pulsen for det 59’ sekund er udeladt og 0 sekundet er altid et 1.
| Bit   | Navn  | Betydning                                                  |
| ----- | ----- | ---------------------------------------------------------- |
| 0     | M     | Startbit på cyklus (altid 0)                               |
| 1-14  |       | Reserveret (Benyttes til formidling af alarmer som forsøg) |
| 15    | R     | Alarm fra DCF til PTB personale                            |
| 16    | A1    | Varsling af skift i sommertid/normaltid (1 time før)       |
| 17-18 | Z1/Z2 | Z1 indikerer sommertid, Z2 indikerer normaltid             |
| 19    | A2    | Varsling af skudsekund (1 time før)                        |
| 20    | S     | Startbit på tidsdel (altid 1)                              |
| 21-27 |       | Minut (i BCD format)                                       |
| 28    | P1    | Paritetsbit - lige paritet                                 |
| 29-34 |       | Time (i BCD format)                                        |
| 35    | P2    | Paritetsbit                                                |
| 36-41 |       | Dag i måned (i BCD format)                                 |
| 42-44 |       | Ugedagnummer (i BCD format)                                |
| 45-49 |       | Månednummer (i BCD format)                                 |
| 50-57 |       | Årstal (i BCD format)                                      |
| 58    | P3    | Paritetsbit                                                |
| 59    |       | Lavt signal i et sekund som varsel af nyt minut            |

Specielle forhold: I minutterne 19,39 og 59 sendes senderens kaldesignal som morsekode mellem bitene 20 – 32 som en 250 Hz tone. 

### PM-signal
Ud over det beskrevne AM-signal sendes et PM-signal som giver mulighed for indlejring af information og for at kunne uddrage en tidsmarkering med bedre præcision end hvis man alene demodulerer AM-signalet. Bærebølgen er moduleret med en binær fase (eng. phase-shift keying, PSK) således at der følges en pseudotilfældig sekvens med ±13 graders udsving, der repeteres hvert sekund. Der er i gennemsnit lige mange forekomster af positive og negative faseudsving, hvilket reducerer indflydelsen på frekvensnormaler, der anvender bærebølgen fra DCF77 som referencesignal. Taktfrekvensen for den binære fasemodulation er 77500/120 Hz, sekvensen er 512 bit lang, og en sekvens tager derfor 793 ms. Den binære sekvens starter nominelt 200 ms efter den faldende flanke for AM-signalet. Information overføres ved at invertere sekvensen på udvalgte sekundtal i løbet af et minut.
Algoritmen for den pseudotilfældige sekvens kan bygges ind i en modtager, og ved hjælp af korrelationsanalyse, der estimerer positionen af sekvensen, kan modtageren opnå en forbedret tidsbestemmelse sammenlignet med en modtager, som kun bruger flankepositionen for AM-signalet. En god AM-modtager kan opnå en usikkerhed på ned til få millisekunder, mens en korrelationsmodtager for PM kan opnå en præcision på nogle få mikrosekunder. Tidsopløsningen og nøjagtigheden vil i begge tilfælde dog afhænge af detaljer i modtageren og de aktuelle udbredelsesforhold, herunder støj og interferens.

## Historie
Senderen blev sat i drift i 1970. Oprindeligt var signalet kun en bærebølge, der kan bruges som frekvensstandard. Fra 1973 er der blevet udsendt tidskoder. Kaldesignalet er blevet fjernet da det giver for meget støj i tidssignalet. Oprindeligt blev de første 14 bits i signalet brugt til status for senderen, men de koder blev fjernet i 2003 og reserveret til fremtidig brug. I 2007 blev de ledige bits taget i brug igen. De bliver nu brugt til udsendelse af alarmer vejrinformation fra firmaet Meteo Time GmbH. Denne del af signalet er kodet, og man skal have en licens til brug af specifikationen af signalet. Der er kommercielle "vejrstationer", der kan bruge signalet.